# Crimmins Island
Crimmins Island – niezamieszkana wyspa w Zatoce Frobishera, w Archipelagu Arktycznym, w regionie Qikiqtaaluk, na terytorium Nunavut, w Kanadzie. W pobliżu Crimmins Island położone są wyspy: Algerine Island, Alligator Island, Aubrey Island, Cairn Island, Coffin Island, Emerick Island, Frobisher's Farthest, Gardiner Island, Jenvey Island, Kudlago Island, Mair Island, McLaren Island, Mitchell Island, Monument Island, Pichit Island, Pink Lady Island, Ptarmigan Island, Sale Island, Sybil Island i Thompson Island.